# شرلوک هولمز و بانگ وحشت
شرلوک هولمز و بانگ وحشت (به انگلیسی: Sherlock Holmes and the Voice of Terror) نام سومین فیلم از مجموعه فیلم‌های شرلوک هولمز با بازی نیگل بروس و بسیل راتبون است. این فیلم اقتباسی است از داستان آخرین نیزه او؛ نوشته سر آرتور کانن دویل. شرلوک هولمز و بانگ وحشت در ژانر جنایی و کارآگاهی ساخته شده؛ و اشاره‌ای نیز به زندگی واقعی یکی از نازی‌های معروف آلمانی، "لرد هاو هاو" دارد. "اولین انکرز"، بازیگر فیلم ترسناک "جیغ ملکه" در این فیلم نقش ایفا می‌کند.